# آرتور لیزنبی لیبرتی
سِر آرتور لیزنبی لیبرتی (به انگلیسی: Sir Arthur Lasenby Liberty)؛ (زادۀ ۱۳ اوت ۱۸۴۳ میلادی – درگذشتۀ ۱۱ مهٔ ۱۹۱۷ میلادی) یک تاجر مستقر در لندن و بنیانگذار لیبرتی و شرکت بود.

## اوایل زندگی
آرتور لیبرتی در ۱۳ اوت ۱۸۴۳ میلادی در چشام، باکینگهام‌شر، انگلستان، پسر یک پارچه‌فروش به دنیا آمد. او در شانزده سالگی با عمویی که توری می‌فروخت و بعدها عموی دیگری که شراب می‌فروخت شروع به کار کرد. در سال ۱۸۵۹ میلادی او شاگرد یک پارچه‌فروشی شد، اما در عوض در فارمر و راجرز که در مدهای زنانه تخصص داشتند، مشغول به کار شد. او به سرعت به سِمَت مدیریت انبار رسید.

## لیبرتی و شرکت
پس از اینکه فارمر و راجرز از شریک کردن او در تجارت خود امتناع کردند، لیبرتی در سال ۱۸۷۵ میلادی مغازه خود را به نام لیبرتی و شرکت در خیابان ریجنت، لندن افتتاح کرد. او در آنجا زیورآلات، پارچه‌ها و اشیاء هنری مختلف از خاور دور می‌فروخت.
لیبرتی و شرکت در ابتدا ترکیبی التقاطی از سبک‌های محبوب را ارائه کرد، اما در ادامه سبکی کاملاً متفاوت را توسعه داد که ارتباط نزدیکی با جنبش زیبایی‌شناسی دهۀ ۱۸۹۰ میلادی، آر نُوو («هنر نو») داشت. این شرکت با این سبک جدید مترادف شد تا جایی که در ایتالیا، آر نُوو به نام سبک لیبرتی پس از فروشگاه لندن شناخته شد. پارچه‌های چاپ شده و رنگ شدۀ این شرکت، به ویژه ابریشم و ساتن، به دلیل رنگ‌های ظریف و «هنرمندانۀ» خود قابل توجه بودند و به عنوان مواد لباس بسیار مورد توجه بودند، به ویژه در طول دهه‌های ۱۸۹۰ تا ۱۹۲۰ میلادی.
آرتور لیبرتی ابتدا با مارتا کوتم در سال ۱۸۶۵ میلادی ازدواج کرد، که در سال ۱۸۶۹ میلادی به دلیل زنا از او طلاق گرفت و ازدواج دوم او با اما لوئیز بلکمور در سال ۱۸۷۵ میلادی بود. آن‌ها فرزندی نداشتند. او در سال ۱۹۱۳ میلادی شوالیه شد.

## مرگ و میراث
لیبرتی در ۱۱ مه ۱۹۱۷ میلادی درگذشت. لیبرتی پیش از مرگ، ثروت اندکی را به عنوان سهامدار عمدۀ لیبرتی و شرکت، جمع‌آوری کرده بود (این شرکت در سال ۱۸۹۰ میلادی به یک شرکت با مسئولیت محدود عمومی تبدیل شده بود). او یک خانهٔ مسکونی، چندین کلبه و یک زمین کشاورزی بزرگ در نزدیکی زادگاهش در باکینگهام‌شر را از خود به جای گذاشت. سنگ قبر او توسط آرچیبالد ناکس، یکی از طراحان قدیمی لیبرتی و شرکت طراحی شده‌ است.